# دن آهدوت
دن آهدوت (به انگلیسی: Dan Ahdoot) نویسنده، بازیگر و کمدین ایرانی-آمریکایی است.

## اوایل زندگی
Ahdoot از نظر قومی افغان و ایرانی یهودی است و در گریت نک، نیویورک بزرگ شد. وی تحصیلات خود را در دانشگاه جانز هاپکینز به پایان رساند و در دانشکده پزشکی پذیرفته شد، اما در نهایت تصمیم گرفت به جای آن استندآپ کمدی را دنبال کند.

## موسیقی‌شناسی
- از من متنفر باش، یا از من متنفر باش (۲۰۰۶)

## فیلم‌شناسی
| سال  | عنوان                        | نقش              | یادداشت |
| ---- | ---------------------------- | ---------------- | ------- |
| ۲۰۰۷ | Twisted Fortune              | هروندی بخشی جوان |         |
| ۲۰۱۵ | معروف از خواب بیدار شد       | پیشخدمت کافی شاپ | کوتاه   |
| ۲۰۱۶ | جیمی وستوود: قهرمان آمریکایی | استونر دان       |         |

| سال       | عنوان                             | نقش               | یادداشت                                                               |
| --------- | --------------------------------- | ----------------- | --------------------------------------------------------------------- |
| ۲۰۰۶      | کلوپ آی وی                        | صدام              | فیلم تلویزیونی                                                        |
| ۲۰۱۱–۲۰۱۵ | Kickin' It                        | فیل فلافلی        | ۲۳ قسمت                                                               |
| ۲۰۱۱      | Workaholics                       | نبوغ              | قسمت: "مدل کامبت"                                                     |
| ۲۰۱۲      | Friend Me                         | فرهاد             | سریال‌های بی نظیر                                                      |
| ۲۰۱۲      | کمپانی ویرجین: کمدی طاق           | کمدین             | فیلم تلویزیونی                                                        |
| ۲۰۱۳–۲۰۱۶ | Your Pretty Face Is Going to Hell | کمال              | ۴ قسمت                                                                |
| ۲۰۱۳      | Wendell & Vinnie                  | رندال             | ۲ قسمت                                                                |
| ۲۰۱۳      | Ghost Ghirls                      | یونگ اسکیوی       | قسمت: "ارواح '۷۶: قسمت ۱"                                             |
| ۲۰۱۳–۲۰۱۴ | Super Fun Night                   | روبی              | ۷ قسمت                                                                |
| ۲۰۱۵      | Why? with Hannibal Buress'        | زامبی فرانسوی     | قسمت شماره ۱٫۸                                                        |
| ۲۰۱۶–۲۰۱۹ | Bajillion Dollar Propertie$       | امیر یعقوب        | ۳۴ قسمت                                                               |
| ۲۰۱۶      | Mary + Jane                       | رابی              | قسمت اول                                                              |
| ۲۰۱۶      | WTH: به هاولر خوش آمدید           | دین هاپر          | ۳ قسمت                                                                |
| ۲۰۱۶      | کمدی بنگ! انفجار!                 | پزشک              | قسمت: "کلی کیوکو یک تی شرت سیاه پوشیده و بر روی کفش ورزشی لیز می‌خورد" |
| ۲۰۱۷      | غیرمعمولی                         | پسر               | قسمت: "قطب جنوب"                                                      |
| ۲۰۱۷      | Ghosted                           | تری               | قسمت: "سام"                                                           |
| ۲۰۱۸–۲۰۱۹ | Cobra Kai                         | انوش              | نقش دوره ای؛ ۷ قسمت                                                   |
| ۲۰۱۹      | بی شرم                            | دلال معاملات ملکی | قسمت: "سیب از ابیلی خیلی دور نمی‌شود"                                  |